# Charles Brenton Huggins
Charles Brenton Huggins (Halifax, 22 settembre 1901 – Chicago, 12 gennaio 1997) è stato un fisiologo canadese naturalizzato statunitense, premio Nobel per la medicina nel 1966, insieme a Peyton Rous, per aver dimostrato come certi ormoni possano controllare certi tipi di tumore.

## Biografia
Charles Brenton Huggins nacque a Halifax, Nuova Scozia, Canada, il 22 settembre 1901, figlio di un farmacista che morì quando lui aveva 12 anni e di Bessie Maria Spencer. Studiò presso l'Acadia University e dopo un corso di studi di quattro anni, nel 1920 ottenne il BA e nel 1924 si laureò in Medicina ad Harvard.
Trascorse i primi anni di pratica medica all'Università del Michigan e durante un internato nell'ambulatorio di chirurgia conobbe l'infermiera Margaret Wellman che sposò nel 1927 e dalla quale ebbe due figli. Nello stesso anno delle nozze si trasferì a Chicago dove il dottor Dallas Phemister, Presidente fondatore del Dipartimento di chirurgia presso l'Università, lo incoraggiò a prendere in consegna il reparto di chirurgia urologica. Huggins, pur non avendo una formazione specifica in urologia, accettò l'incarico e in poco tempo arrivò a definire questa branca medica la "regina delle scienze".
Nel 1950 gradualmente rinunciò alla pratica chirurgica per dedicarsi soprattutto alla ricerca.
Nel 1962 Huggins fu nominato il William B. Ogden Distinguished Service Professor Emeritus of Surgery all'Università di Chicago e fu Rettore dell'Acadia University.

### Principali contributi all'urologia
Durante i primi esperimenti ebbe un'intuizione geniale: utilizzando il cerotto a fascia per le ferite aperte alla vescica, invece dell'abituale applicazione di un cerotto nel cavo della vescica, osservò che evolveva in una calcificazione ossea e notò che quando i fibroblasti venivano posti nella vescica si trasformavano in osteoblasti. Huggins comprese subito l'importanza di questa ricerca e decise di diventare uno scienziato clinico. Gli fu concesso un periodo di studio all'estero per visitare vari centri e frequentare il laboratorio di Robert Robison nel Lister Institute, ma trovò poco interessante il coinvolgimento in ricerche sviluppate da altre persone. Tornò quindi a Chicago e concentrò la sua ricerca sul carcinoma della prostata effettuando esperimenti sui cani, gli unici animali oltre all'uomo che lo sviluppano spontaneamente. Osservò che i cani con il cancro alla prostata hanno un alto livello di testosterone e che la castrazione provocava la regressione del tumore. Huggins dimostrò che i tumori non sono autonomi, auto-alimentati dalle masse delle cellule, ma che la loro crescita è controllata e influenzata da diversi segnali chimici come gli ormoni. Decise allora di applicare questo nuovo concetto alla terapia e con grande piacere notò che alcuni tumori, anche se ad uno stadio avanzato, maligni e molto diffusi, regredivano rimuovendo la fonte del segnale chimico o ormonale. Utilizzò così questa tecnica per trattare cancri in stato avanzato ai testicoli, alle ovaie e alle ghiandole surrenali. Grazie a queste applicazioni venne considerato il fondatore dell'urologia chimica e dell'endocrinologia del cancro e uno dei pionieri nella conoscenza ampia e integrata della fisiologia e biochimica dei genitali maschili.

### La ricerca scientifica
(Charles Brenton Huggins)

Grazie al generoso sostegno economico di Ben May, uomo d'affari dell'Alabama, Huggins fondò il Ben May Laboratory for cancer research nel 1951, il cui motto era: 
(Charles Brenton Huggins)

Huggins era un assiduo ricercatore e lavorava nel suo laboratorio sette giorni alla settimana. Descrisse i suoi progressi nella ricerca e credette in pochi progetti produttivi. Insieme a un piccolo team, da lui scelto, composto da un numero limitato di studenti ricercatori dotati di grande creatività, si concentrò solo su poche domande poiché: 
(Charles Brenton Huggins)
Era solito ammonire i giovani scienziati con queste parole: evitate i meeting perché sono una perdita di tempo; non scrivete libri perché sono fuori "moda"; evitate le biblioteche; lavorate sui problemi che non sono nei libri; scoprite prima e poi cercate nelle biblioteche se le scoperte fatte possono essere connesse ad idee dimostrate, successivamente scrivete un articolo conciso. La cosa importante per una buona ricerca scientifica è saper porre le domande nel modo più semplice possibile affinché la Natura possa fornire una risposta inequivocabile. 
Huggins era un sostenitore dell'eleganza della scienza ed era convinto che la bravura nel lavoro risollevasse lo stile della propria vita: 
(Charles Brenton Huggins)

## Il Nobel
Nel 1966 ottenne il Premio Nobel con il virologo Francis Peyton Rous, per le "scoperte fondamentali sulla dipendenza dell'ormone delle cellule normali e quelle neoplastiche degli animali sperimentali e le loro immediate applicazioni pratiche per il trattamento del cancro degli uomini alla prostata e al seno". Dimostrò che molte cellule tumorali sono ormono-dipendenti e con C. V. Hodges, in seguito a vari esperimenti, notò che la castrazione e gli estrogeni producono una progressiva riduzione del tumore prostatico, mentre somministrando il testosterone si favorisce la crescita della massa tumorale.

## Scritti principali
- Exsperimental Leukemia and Mammary Cancer: Introduction, Prevention, Cure (1979)

(definito da Huggins "una guida per i lavoratori della ricerca sul cancro")

### Opuscoli
Huggins nel 1941 pubblicò un opuscolo in cui dimostrò come la perdita degli ormoni maschili può portare a una regressione del cancro alla prostata metastatica nell'uomo e, dopo una decina di anni, verificò che rimuovendo gli ormoni femminili può regredire il tumore al seno.
Negli anni '60 pubblicò in alcuni opuscoli i risultati dei suoi esperimenti effettuati con composti aromatici e pigmenti per prevenire e curare alcune leucemie e cancri al seno. Huggins associò questo effetto agli enzimi ossidanti che giocano un ruolo importante nello sviluppo e controllo della crescita del cancro.